# 34152 Kendrazhang
34152 Kendrazhang è un asteroide della fascia principale. Scoperto nel 2000, presenta un'orbita caratterizzata da un semiasse maggiore pari a 2,9851196 au e da un'eccentricità di 0,1205126, inclinata di 2,67289° rispetto all'eclittica.